# حدیث بساط‌شیر
حدیث بساط‌شیر (زاده ۲۲ شهریور ۱۳۷۶) بازیکن فوتبال اهل ایلام است که در باشگاه فوتبال زنان شهرداری سیرجان در لیگ کوثر حضور دارد.

## زندگی
بساط‌شیر زاده ۲۲ شهریور ۱۳۷۶ در ایلام، استان ایلام است. او دانشجوی کارشناسی ارشد رشته تربیت بدنی دانشگاه ایلام است.

## حرفه

### ملی
وی با پیراهن شماره ۲۷ در تیم ملی زنان ایران بازی می‌کند.

### باشگاهی
وی در حال حاضر با پیراهن شماره ۹ در باشگاه فوتبال زنان شهرداری سیرجان به عنوان مدافع حضور دارد.